# Agrotis idonea
Agrotis idonea là một loài bướm đêm trong họ Noctuidae.